# КТГ-2
КТГ 2 — вантажний тролейбус, що вироблявся Київським тролейбусним заводом у 1978—1993 роках. Є дуже подібним до КТГ 1 і має лише одну суттєву відмінність — має відкритий кузов, пристосований для перевезення більш важких та довгих вантажів як-от: дощок, металевих пластин. Зазвичай використовується, як тролейбус техдопомоги, або буксирувальник, зазвичай пасажирських тролейбусів.
За технічними характеристиками КТГ 2 мало відрізняється від свого попередника, хоча має швиший розгін до максимальної швидкості, та має потужніший двигун (110 і 130 кВт відповідно). Має відкритий кузов: у ньому набагато легше перевозити довгі чи важкі вантажі, тому у деяких містах СНД КТГ 2 досить часто ще підвозять товари до крамниць.
На 2008 рік, в Україні було зафіксовано 37 моделей у 24 містах, 21 вантажний тролейбус через зламаність, невідповідність технічним нормам, демонтовані тролеї, несправність, вік та інші причини офіційно списано (див. Вантажний тролейбус).
КТГ 2 має 7-метрові тролеї (які доволі часто піднімають рівень контактної мережі) та має бензиновий двигун (його місткість приблизно 140-160 літрів), витрати палива на 100 кілометрів 30-40 літрів залежно від швидкості пересування машини.
В Україні, ті тролейбуси КТГ 2, що ще на ходу, найчастіше виконують функції буксування несправних пасажирських тролейбусів, простоюють у депо  як сараї, а деякі функціонують як переїзні  їдальні.